# Tutowo (obwód kurski)
Tutowo (ros. Тутово) – wieś (ros. деревня, trb. dieriewnia) w zachodniej Rosji, w sielsowiecie polanskim rejonu kurskiego w obwodzie kurskim.

## Geografia
Miejscowość położona jest na zachód od rzeki Bolszaja Kurica (prawy dopływ Sejmu), 3,5 km od centrum administracyjnego sielsowietu (Polanskoje), 15 km na zachód od Kurska, 8,5 km od drogi magistralnej (federalnego znaczenia) M2 «Krym» (część trasy europejskiej E105).
We wsi znajduje się 59 posesji.
Klimat
Miejscowość, jak i cały rejon, znajduje się w strefie klimatu kontynentalnego z łagodnym ciepłym latem i równomiernie rozłożonymi opadami rocznymi (Dfb w klasyfikacji klimatów Köppena).

## Demografia
W 2010 r. wieś zamieszkiwało 45 osób.